# Йолча
Йолча (біл. Ёлча) — прикордонна проміжна залізнична станція 5-го класу Київської дирекції Південно-Західної залізниці на електрифікованій лінії Чернігів — Семиходи між станцією Неданчичі (8,2 км) та зупинним пунктом Семиходи (31 км). Розташована в селі Нова Йолча Брагінського району Гомельської області Білорусі.

## Історія
Станція відкрита у 1930 році в складі залізничної лінії Чернігів — Овруч. На станції здійснювалися прийом та видача багажу та продаж квитків на поїзди місцевого та далекого прямування, прийом та видача вантажів повагонними відправками відкритого зберігання на місцях складського зберігання, прийом та видача вантажів на під'їзних коліях.

## Особливості станції
Йолча — єдина залізнична станція Укрзалізниці, що розташована на території іншої держави, а саме в Гомельській області Білорусі. Станція та близько 20 км залізничної лінії між Неданчичами та Семиходами, що пролягає територією Білорусі, орендовані Південно-Західною залізницею у Білорусі. Весь персонал станції — громадяни України[джерело?].
На станції діє пункт контролю «Йолча», де білоруські прикордонники та митник и здійснювали контроль приміських електропоїздів з України.
Орендна плата, що сплачується Південно-Західною залізницею, зменшується на 6-7 тис. євро щомісяця (станом на березень 2018 року), аби з Чернігова приміський поїзд «Укрзалізниці» один раз на тиждень курсував до станції Йолча задля обслуговування білоруських громадян.

## Пасажирське сполучення
До введення карантинних обмежень, через пандемію коронавірусу COVID-19, до станції один день на тиждень (у суботу) курсувала одна пара електропоїздів з Чернігова, вранці та вдень.
З 21 березня 2020 року приміському поїзду № 6851/6852 по суботам обмежено рух з Чернігова до станції Неданчичі. На перегоні Неданчичі — Йолча — Неданчичі курсування поїздів скасовано.